# Leucippus
 Leucippus  es un género de aves apodiformes perteneciente a la familia Trochilidae —los colibríes—, que actualmente es monotípico, o sea contiene apenas una especie, nativa del norte de América del Sur. Como resultado de estudios filogenéticos, que demostraron que el género era polifilético, tres especies que hasta recientemente (2018) hacían parte del mismo, fueron transferidas para los géneros resucitados Thaumasius y Talaphorus.

## Sistemática
El género Leucippus fue propuesto por el zoólogo francés Charles Lucien Bonaparte en 1850; la especie tipo subsecuentemente designada es Trochilus fallax, actualmente Leucippus fallax.

### Etimología
El nombre genérico masculino Leucippus proviene de la mitología griega, Leucipo, fue un príncipe pisano, hijo del rey Enómao, que se enamoró perdidamente de la ninfa Dafne.

### Taxonomía
La especie Taphrospilus hypostictus fue alternativamente tratada en el género Talaphorus, después incluida en el presente y finalmente tratada en un género monotípico Taphrospilus, situación actualmente reconocida por las principales clasificaciones.
Los estudios filogenéticos de McGuire et al. (2014) demostraron que el presente género era polifilético; para resolver la polifilia del género, Stiles et al. (2017) propusieron la resurrección del género Talaphorus para la especie antes denominada Leucippus chlorocercus y del género Thaumasius para las especies antes denominadas Leucippus baeri y L. taczanowskii. Estos cambios taxonómicos fueron reconocidos por el Comité de Clasificación de Sudamérica (SACC) en la Propuesta N.º 781.

## Especies
El presente género, en consecuencia, contiene una única especie:
- Leucippus fallax (Bourcier, 1843, colibrí ante.